# Teerayut Ngamlamai
Teerayut Ngamlamai (thailändisch ธีรยุทธ งามละม้าย; * 20. Juni 1988), auch als Tor bekannt, ist ein thailändischer Fußballspieler.

## Karriere
Teerayut Ngamlamai spielt seit mindestens 2019 beim Nakhon Pathom United FC. Wo er vorher gespielt hat, ist unbekannt. Der Verein aus Nakhon Pathom spielte in der dritten Liga, der Thai League 3, in der Lower Region. Ende 2019 wurde er mit dem Klub Meister der Liga und stieg somit in die zweite Liga auf. Nach einer Saison wechselte er im August 2021 zum Drittligisten Songkhla FC. Der Verein aus Songkhla trat in der Southern Region der Liga an. Für den Drittligisten bestritt er 20 Ligaspiele. Ende Juli 2022 verpflichtete ihn der Zweitligist Phrae United FC für eine Spielzeit. Für den Verein aus Phrae bestritt er 30 Ligaspiele. Zu Beginn der Saison 2023/24 unterschrieb er einen Vertrag beim Drittligaaufsteiger Thap Luang United FC. Mit dem Verein aus Nakhon Pathom spielte er zweimal in der Western Region der Liga. Im Januar 2024 wechselte er in die zweite Liga. Hier schloss er sich dem Krabi FC an. Am Ende der Saison 2023/24 belegte er mit dem Klub aus Krabi den letzten Tabellenplatz und musste somit in die dritte Liga absteigen. Nach dem Abstieg verließ er den Verein und schloss sich dem in der North/Eastern Region spielenden Drittligisten Rasisalai United FC an. Am Ende der Saison 2024/25 feierte er mit dem Verein die Meisterschaft der Region sowie die Qualifikation zu den Aufstiegsspielen zur zweiten Liga. Hier konnte man sich in der National Championship durchsetzen und stieg somit in die zweite Liga auf.

## Erfolge
Nakhon Pathom United FC
- Thai League 3 – Lower: 2019  ▲

Rasisalai United FC
- Thai League 3 – North/East: 2024/25